# Saint-Romain-la-Virvée
Saint-Romain-la-Virvée is een gemeente in het Franse departement Gironde (regio Nouvelle-Aquitaine) en telt 755 inwoners (1999). De plaats maakt deel uit van het arrondissement Libourne.

## Wijnbouw
In deze gemeente ligt het wijngoed van de Nederlandse wijnboer, schrijver en presentator Ilja Gort.

## Geografie
De oppervlakte van Saint-Romain-la-Virvée bedraagt 7,8 km², de bevolkingsdichtheid is 96,8 inwoners per km².
De onderstaande kaart toont de ligging van Saint-Romain-la-Virvée met de belangrijkste infrastructuur en aangrenzende gemeenten.

## Demografie
Onderstaande figuur toont het verloop van het inwonertal (bron: INSEE-tellingen).